# Klaviertrio (Hensel)
Das Klaviertrio d-Moll op. 11 ist eine Komposition von Fanny Hensel (1805–1847). Das Stück für die klassische Triobesetzung Klavier, Violine und Violoncello entstand 1846/47 und ist Hensels letztes größeres Werk.

## Entstehung
Fanny Hensels letzte Lebensjahre bildeten eine fruchtbare Schaffensperiode. Mit dem Aufenthalt in Rom 1839–40 hatte für sie eine Phase gestärkten Selbstbewusstseins als Komponistin begonnen, in der mehrere umfangreiche Werke entstanden und in der sie den Mut fand, sich um die Publikation ihrer Werke zu bemühen. Als letztes größeres Werk komponierte sie im Winter 1846–1847 das Klaviertrio. Denkbar ist, dass das ein Jahr zuvor entstandene Klaviertrio c-Moll op. 66 ihres Bruders Felix Mendelssohn Bartholdy sie dazu anregte. Hensels Trio wurde im Rahmen der Sonntagsmusiken, die sie regelmäßig halböffentlich im elterlichen Haus veranstaltete, am 1. April 1847 zum Geburtstag ihrer Schwester Rebekka uraufgeführt, wobei es nach einem Bericht des Sohnes Sebastian Hensel „allgemein gefiel“. Nach dem plötzlichen Tod Hensels publizierte ihr Mann Wilhelm Hensel das Trio 1850 bei Breitkopf & Härtel.

## Form

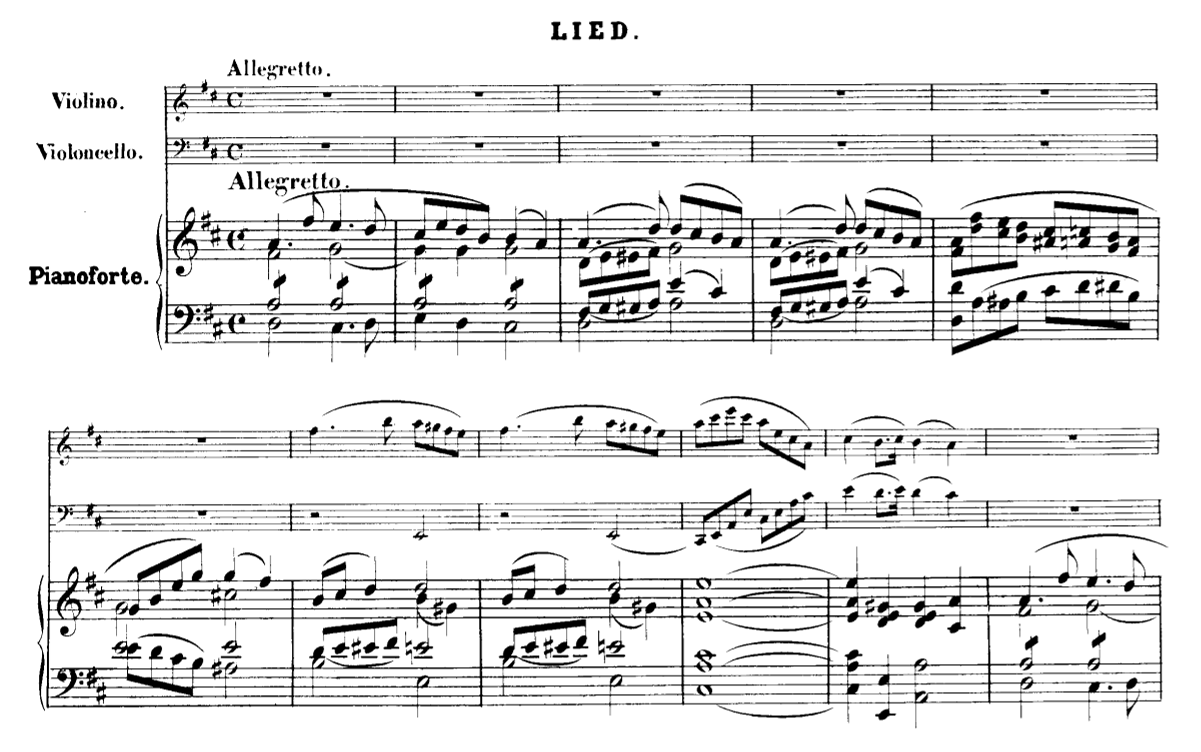
Anfang des 3. Satzes „Lied“

### Satzfolge
Die Satzbezeichnungen lauten:
1. Allegro molto vivace (d-Moll)
2. Andante espressivo (A-Dur)
3. Lied. Allegretto (D-Dur)
4. Finale. Allegro moderato (d-Moll, Schluss in D-Dur)

Die Aufführungsdauer beträgt ca. 25 Minuten.
Der 1. Satz als schneller Hauptsatz in Sonatensatzform, der langsame 2. Satz in dreiteiliger ABA-Form und der 4. Satz als virtuoses Finale entsprechen den zeitgenössischen Konventionen. Dagegen bildet das „Lied“ an 3. Stelle – klassischerweise der Position eines Scherzos – eine auffällige Abweichung von der Tradition, deren Bedeutung in vielen Werkkommentaren diskutiert wird.

### Verwandtschaft der Themen
Die Themen aller Sätze sind miteinander verwandt. Viele von ihnen enthalten die Gestik eines ausladenden Sprungs nach oben und stufenweise wieder Herabsteigens. Auch der Beginn mit punktierten Rhythmen ist ihnen gemeinsam. Speziell das Thema des 3. Satzes „Lied“ ist als Synthese der beiden Themen des Kopfsatzes beschrieben worden: seine Tonhöhen entsprechen weitgehend denen von Takt 3 (mit Auftakt) und 4 des 1. Themas, sein Rhythmus ist identisch mit dem der ersten vier Takte des 2. Themas.
Der Eindruck, dass Kontraste nicht so sehr zwischen den Themen angestrebt werden, sondern innerhalb der Themen und ihrer Formabschnitte integriert sind, so „dass etwas schon Bekanntes immer wieder in einem neuen Gewand erscheint, ohne dass man das Bekannte als eine motivisch-thematische Zelle definieren könnte“, ist charakteristisch für das Werk. Diese zyklische Verknüpfung der Sätze durch eine „subthematische, an Beethovens Spätwerk geschulte Verwandtschaft“ ist zur Zeit Hensels eine avancierte Kompositionstechnik, die z. B. an die Themenverarbeitung Franz Liszts erinnert.

## Rezeption

### „Lied“ in der Kammermusik
Bevor die Erforschung von Fanny Hensels unveröffentlichten Werken in den 1960er Jahren begann, galt sie vor allem als Liedkomponistin, womit durchaus abwertend gemeint war: als Schöpferin kleinerer Gelegenheitsarbeiten. Das Lied galt im 19. Jahrhundert als eher schlichte musikalische Gattung, und ein erheblicher Teil von Hensels Schaffen besteht aus Liedern für Singstimme und Klavier sowie aus Charakterstücken für Klavier solo, die sie als Lieder für das Pianoforte bezeichnete. Ähnlich hatte auch ihr Bruder Felix seine kürzeren Klavierstücke Lieder ohne Worte genannt.
Im Gegensatz dazu galt die Kammermusik mit Gattungen wie dem Streichquartett oder eben dem Klaviertrio als Schauplatz elaborierter Kompositionen mit hohem Kunstanspruch. Der 3. Satz „Lied“ an der Stelle eines Scherzos hat daher Erklärungen und Deutungen herausgefordert, zumal er mit kaum zwei Minuten Spieldauer auch ungewöhnlich kurz ist.
Die engen thematischen Bezüge zu den anderen drei Sätzen wurden schon angesprochen. Während die Ähnlichkeit des Lied-Themas mit den Themen der anderen Sätze „bisweilen mit der banalen Begründung abgetan [wurde], der Hobbykomponistin sei wohl nichts Neues eingefallen“, bezeichnen mehrere neuere Analysen das Thema des Lieds als Keimzelle des Trios, aus dem nahezu alle Themen der vier Sätze entwickelt worden seien. In diesem Sinn kann der 3. Satz als das Zentrum des gesamten Werks verstanden werden.
Dass Hensel ein Lied zum „Kern eines ... Werkes ... mit einem anderen kompositorischen Anspruch als ein Lied“ macht und musikalisch eng mit den anderen Sätzen verknüpft, wurde als Zeichen ihres gewachsenen kompositorischen Selbstbewusstseins und „Bekenntnis zu ihrem eigenen, durchaus gleichwertigen Ausdrucksbereich“ oder auch als  „bekenntnishafter Augenblick, in dem ... [sie] ihre eigene Rolle kritisch reflektiert“ gedeutet.

### Stellung im Gesamtwerk
Das Klaviertrio gilt als eines der herausragenden Werke von Fanny Hensel, „der elaborierteste, vollkommenste Kunstbeweis in Fanny Hensels veröffentlichtem Schaffen“. Es „zeigt seine Komponistin auf der Höhe einer kraftvollen und ‚konsistenten‘ Schreibweise: ... eine eigenständige Komponistenpersönlichkeit mit entschieden expressiven Qualitäten.“ Nach Annegret Huber wirkt der 1. Satz „wie eine Bestätigung der nun offenkundigen Souveränität im Umgang mit dem Sonatenprinzip“.